# Батмунхийн Сарантуя
Батмунхийн Сарантуя (монг. Батмөнхийн Сарантуяа; род. 20 апреля 1970 года, Улан-Батор) — эстрадная певица, заслуженная артистка Монголии (2005).

## Биография
Сарантуя родилась 20 апреля 1970 года в Улан-Баторе в монголо-якутской семье. Её мать, Татьяна Михайлова, родом из села Мытах Горного улуса, после окончания Иркутского пединститута переехала в МНР. Петь Сарантуя начала ещё в детстве, причём сначала только на русском языке. Первым серьёзным музыкальным опытом были выступления в составе группы «Мөнгөн харандаа» (Серебряный карандаш). С конца 1980-х годов занимает одно из лидирующих мест на монгольской эстраде, и в целом в монголоязычном мире именуется «королевой музыки». Сарантуя — обладательница гран-при международного конкурса «Голос Азии», а также титула «Главная певица XX века» монг. 20-р Зууны манлай дуучин и прозвища «поп-госпожа» (монг. поп хатагтай)). В 2006 году наряду с монгольскими певицами Т. Ариунаа, С. Наран, С. Сэрчмаа, Ж. Алтанцэцэг она участвовала в концерте «Divas Mongolia 2006», организованном лейблом «Up Music». Сарантуя поёт на монгольском, русском и английском языках; в 2010 году на якутском новогоднем празднике Ысыах спела песню на якутском языке.
Замужем; имеет сына и дочь.

## Дискография
| Название                                    | Год выпуска |
| ------------------------------------------- | ----------- |
| Зүүдний говь                                | 1993        |
| Инээмтгий хүн                               | 1994        |
| Аргагүй амраг                               | 1996        |
| Миний дуу (кассета)                         | 1997        |
| Эгэл сэтгэл                                 | 1998        |
| Хайрын зөрлөг                               | 2000        |
| Тэгвэл хоёулаа (кассета с детскими песнями) | 2001        |
| Saraa De Mооn                               | 2002        |
| Би жаргалтай — двойной альбом               | 2003        |
| Шинэ жилийн аялгуу                          | 2004        |
| Өнөөдөр ирсэн дурлал                        | 2007        |
| Төрсөн өдрийн аялгуу                        | 2009        |